# Montgru-Saint-Hilaire
Montgru-Saint-Hilaire ist eine französische Gemeinde mit 30 Einwohnern (Stand: 1. Januar 2022) im Département Aisne in der Region Hauts-de-France (frühere Region: Picardie). Sie gehört zum Arrondissement Soissons und zum Kanton Villers-Cotterêts.

## Geographie

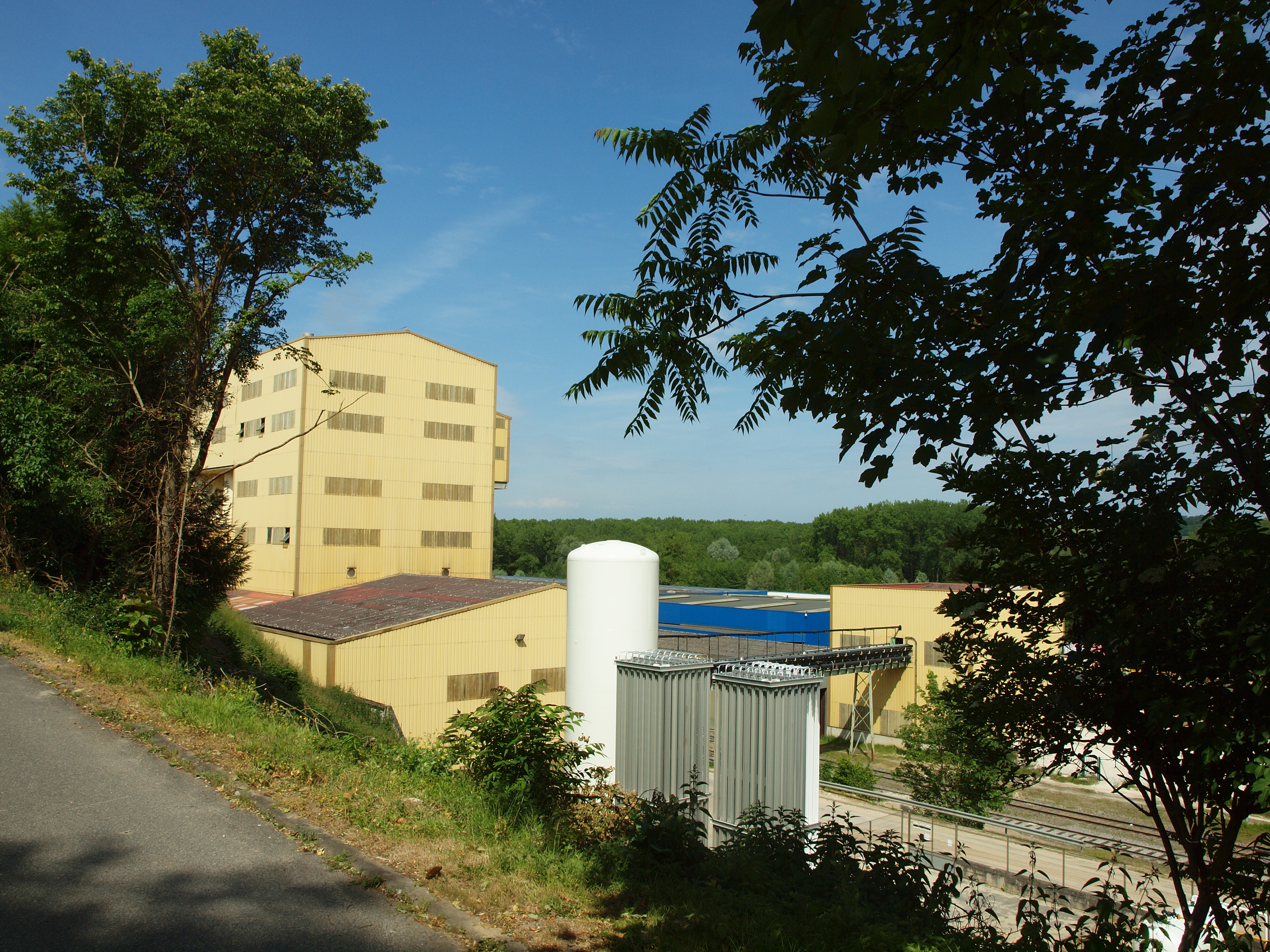
Fabrikgebäude im Industriegebiet

Die Gemeinde Montgru-Saint-Hilaire liegt am Ourcq, rund 20 Kilometer südlich von Soissons und 21 Kilometer nördlich von Château-Thierry. Die Bahnstrecke Trilport–Bazoches, die in Bazoches-et-Saint-Thibaut auf die Strecke von Soissons nach Reims trifft, verläuft knapp außerhalb des Gemeindegebiets. Das Industriegebiet der Gemeinde ist über ein Industriegleis angeschlossen. Im Westen bildet der Bach Le Wadon die Grenze zur Nachbargemeinde Vichel-Nanteuil. Zur Gemeinde gehört das Gehöft Le Chêne. Nachbargemeinden von Montgru-Saint-Hilaire sind Rozet-Saint-Albin und Oulchy-la-Ville im Norden, Breny und La Croix-sur-Ourcq im Osten, Latilly im Süden und Vichel-Nanteuil im Westen.

## Bevölkerungsentwicklung
| Jahr                       | 1962 | 1968 | 1975 | 1982 | 1990 | 1999 | 2011 | 2022 |
| -------------------------- | ---- | ---- | ---- | ---- | ---- | ---- | ---- | ---- |
| Einwohner                  | 39   | 42   | 25   | 25   | 37   | 40   | 34   | 30   |
| Quellen: Cassini und INSEE |      |      |      |      |      |      |      |      |

## Sehenswürdigkeiten
- ehemalige Prioratskirche Saint-Hilaire

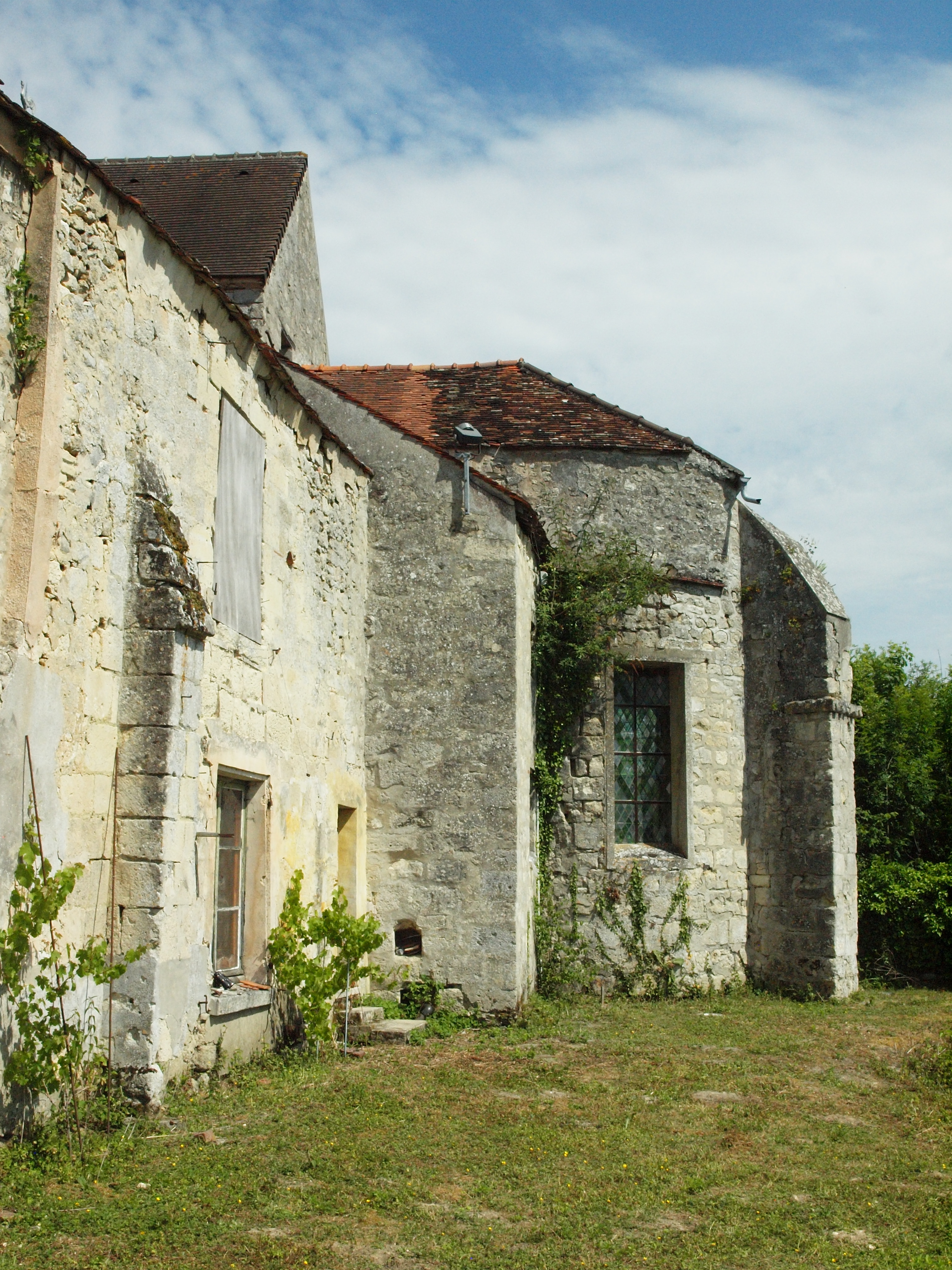
Kirche Saint-Hilaire
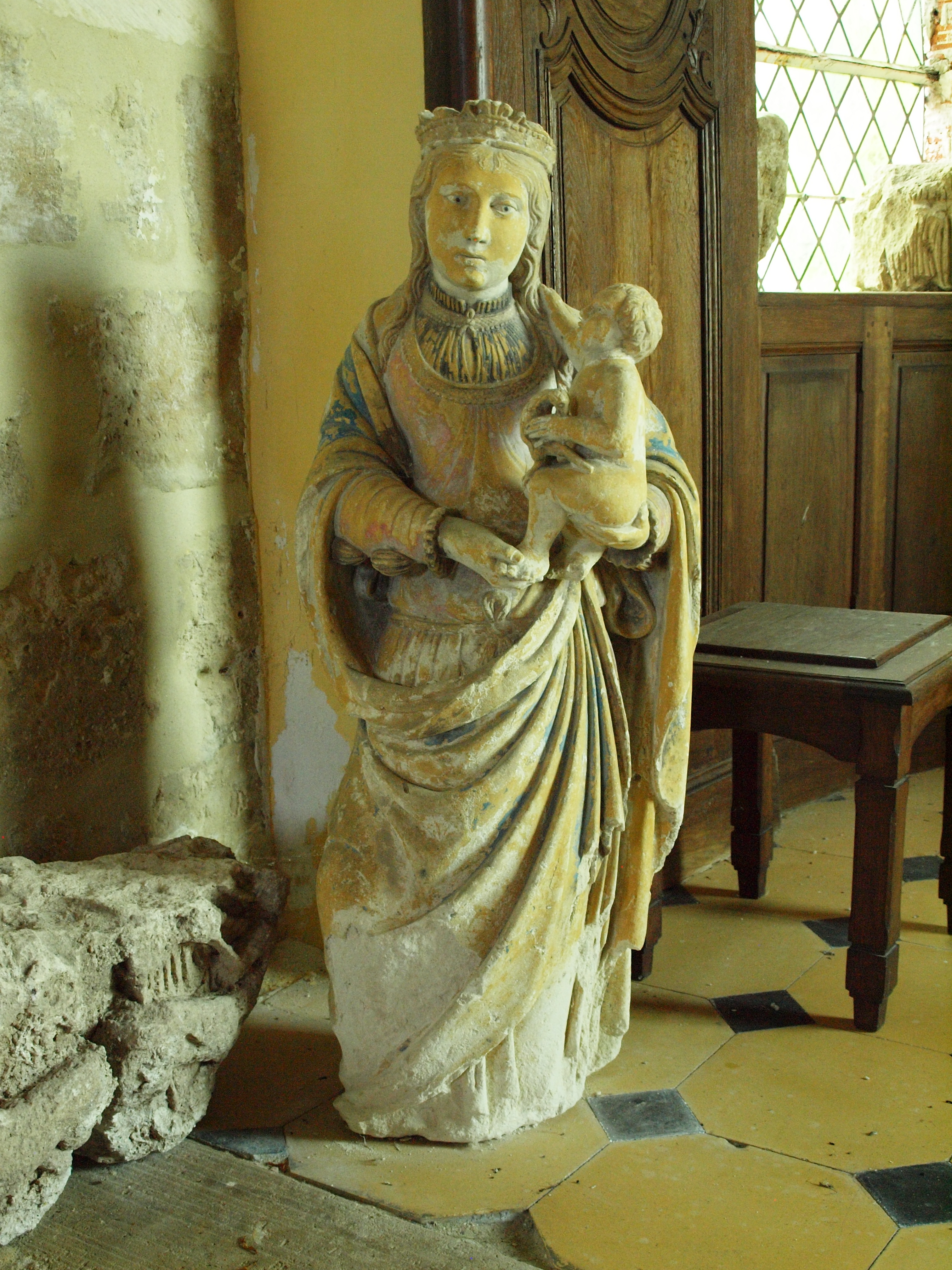
Marienstatue im Inneren der Kirche